# Abitudine
L'abitudine (dal latino habitudo, struttura fisica o morale) è la disposizione o attitudine acquisita mediante un'esperienza ripetuta. Questa disposizione è insita nel comportamento degli esseri umani e degli animali. È stata alla base della scoperta del rito dell'abitudine.

## L'abitudine in psicologia
In psicologia il termine "abitudine" viene usato per indicare sia le attività motorie, sia le attività mentali, che dopo numerose ripetizioni vengono svolte in modo relativamente automatico o, più semplicemente, con maggior facilità e coordinazione.
L'abitudine è il processo mediante il quale un comportamento diventa abituale. I comportamenti si ripetono in un contesto coerente, vi è un aumento incrementale nel collegamento tra il contesto e l'azione. Per azione si intendono sia attività mentali che motorie che, dopo un periodo relativamente lungo in cui vengono ripetute, vengono poi svolte in maniera più sciolta o con maggiore coordinazione dei movimenti. Questo aumenta l'automaticità del comportamento in tale contesto. Caratteristiche di un comportamento automatico possono essere: efficienza, mancanza di consapevolezza, la non intenzionalità, l'incontrollabilità.
Una ricerca del Massachusetts Institute of Technology degli anni novanta condotta sui topi ha dimostrato che le abitudini operano in tre fasi: segnale, rituale e gratificazione; lo svolgimento di un'azione, una routine, per ottenere la ricompensa allo stimolo del segnale. È stato visto come la gratificazione alimenti il ciclo, tanto che la routine tenda a diventare un comportamento quasi automatico ogni volta che compare un segnale, anche ad insaputa dell'individuo. Questo ciclo dell'abitudine è stato chiamato habit loop.

### Cattive abitudini
Una cattiva abitudine è un modello di comportamento negativo. Alcuni esempi includono: procrastinazione, irrequietezza, onicofagia.
Un fattore chiave per distinguere una cattiva abitudine da una dipendenza o da malattia mentale è l'elemento della forza di volontà. Se una persona sembra ancora avere il controllo sul suo comportamento, allora è solo un'abitudine. Le buone intenzioni sono in grado di escludere l'effetto negativo delle cattive abitudini, ma il loro effetto sembra essere indipendente e le cattive abitudini restano, ma sono sottomesse invece che annullate.
Secondo l'autore Bill Borcherdt, il momento migliore per correggere una cattiva abitudine è prima che l'azione diventi regolare. Ecco perché è più facile che lo sviluppo di cattive abitudini possa essere impedito maggiormente durante l'infanzia.
Ci sono molte tecniche per la rimozione di cattive abitudini una volta che esse si sono stabilizzate. Uno dei metodi prevede l'identificazione e la rimozione dei fattori che innescano l'abitudine e che incoraggiano la sua persistenza a lungo termine.
Solitamente in psicologia e in pedagogia, l'abitudine viene classificata come meccanismo psicologico messo in moto dalla persona per adattarsi in maniera più proficua all'ambiente che lo circonda. L'abitudine diventa quindi uno dei fattori che contribuiscono in maniera maggiore alla formazione del carattere sin dalla prima infanzia.

### Buone abitudini
Le buone abitudini sono quei comportamenti che ci permettono di arrivare ai nostri obiettivi primari nella vita. Ci sono molte tecniche per innescare le buone abitudini, ad esempio quello di unire più piccole modifiche comportamentali in una routine quotidiana.

## L'abitudine nella filosofia
Nella storia della filosofia, sono individuabili due diversi approcci sistematici riguardo al fenomeno dell'abitudine. Una prima tendenza riduce il fenomeno ad una semplice azione motoria ripetuta in arco relativamente lungo di tempo e in maniera relativamente regolare. Tale concezione può essere ravvista già in Cartesio e, più in generale, nelle teorie degli atomisti, e prende il nome di teoria meccanicistica.
Il secondo approccio, più naturalistico, mette in evidenza la spontaneità delle azioni che, ripetute a più riprese, favoriscono la stabilità delle stesse e la loro regolarizzazione in un arco di tempo relativamente lungo. Questa tendenza si rifà alle concezioni aristoteliche riprese poi da Maine de Biran, Émile Boutroux, Gottfried Leibniz, Felix Ravaisson-Mollien ed Henri Bergson e prende il nome di teoria vitalistica, in cui il concetto di abitudine assume connotazione positiva e l'abitudine stessa diventa il mezzo per il divenire morale.
Di contro, Jean-Jacques Rousseau e Immanuel Kant classificarono l'abitudine in maniera negativa, ossia come ostacolo alla spontaneità dello spirito e alla naturalezza della libera iniziativa.

## Il peccato d'abitudine
Nella religione cattolica, l'abitudine diviene peccato quando un'azione si ripete continuamente per difetto di volontà, sia per la prevalenza della passione, ossia per una consuetudine negativa. Il grado di gravità del peccato d'abitudine varia a seconda della posizione reale del peccatore.